# Plistonax
Plistonax is een kevergeslacht uit de familie van de boktorren (Cerambycidae). De wetenschappelijke naam van het geslacht werd voor het eerst geldig gepubliceerd in 1864 door Thomson.

## Soorten
Plistonax omvat de volgende soorten:
- Plistonax albolinitus (Bates, 1861)
- Plistonax ariasi (Chemsak & Hovore, 2002)
- Plistonax inopinatus Lane, 1960
- Plistonax insolitus Monné, 2001
- Plistonax rafaeli Martins & Galileo, 2006
- Plistonax travassosi Monné & Magno, 1992